# Salvatore Caruso
 Salvatore Caruso  (nacido el 15 de diciembre de 1992) es un tenista profesional italiano.

## Carrera
Su mejor ranking individual es el 76.°, alcanzado el 16 de noviembre de 2020, mientras que en dobles logró la posición 166 el 8 de enero de 2021.
No ha logrado hasta el momento títulos de la categoría ATP ni de la ATP Challenger Tour, aunque sí ha obtenido varios títulos Futures tanto en individuales como en dobles.

## Títulos ATP (0; 0+0)

### Dobles (0)
| Leyenda                         |
| Grand Slam (0)                  |
| ATP World Tour Finals (0)       |
| ATP World Tour Masters 1000 (0) |
| ATP World Tour 500 (0)          |
| ATP World Tour 250 (0)          |

#### Finalista (1)
| N.º | Fecha                 | Torneo         | Superficie    | Pareja        | Oponentes en la final              | Resultado        |
| --- | --------------------- | -------------- | ------------- | ------------- | ---------------------------------- | ---------------- |
| 1.  | 23 de febrero de 2020 | Río de Janeiro | Tierra batida | Federico Gaio | Marcel Granollers Horacio Zeballos | 4-6, 7-5, [7-10] |